# Det Hvide Hus' situationsrum
Det Hvide Hus' Situationsrum er et 513 m² stort konferencerum og efterretningsledelsescenter i kælderen under vestfløjen af Det Hvide Hus. Rummet styres af håndplukket personale fra det nationale sikkerhedsråd til brug for den amerikanske præsident og hans rådgivere, til overvågning og håndtering af både nationale og udenlandske kriser samt håndtering af sikker kommunikation med udefra kommende personer, ofte til og fra udlandet. Situationsrummet er udstyret med sikkert og avanceret kommunikationsudstyr til præsidenten til brug for at kommandere og kontrollere amerikanske styrker i hele verden.

## Oprindelse og personale
Situationsrummet blev skabt i 1962 af præsident John F. Kennedy efter den fejlslagne invasion i Svinebugten, der blev tilskrevet mangel på informationer. Rummet har indbyggede systemer til sikker kommunikation, og i væggene er der træpaneler, der skjuler audio-, video- og andre systemer.
Situationsrummet er bemandet af embedsmænd fra forskellige dele i det amerikanske Intelligence Community og fra militæret. De er på vagt døgnet rundt og holder konstant øje med verdenssituationen og underretter ledende ansatte i Det Hvide Hus om vigtige begivenheder.

## Renovering i 2006-2007
Den eneste omfattende renovering af situationsrummet fandt sted fra 2006 til 2007. Før renoveringen brugte man billedrør til monitorer samt fax til kommunikation, og havde computere og telefoner med før 1985-teknologi. Rummet havde også et lille køkken uden vask. Det kodede audio/visuel udstyr var også upålideligt, og sådant udstyr gik sommetider i sort, "hvilket afstedkom et præsidentielt udbrud." Henry Kissinger beskrev engang situationsrummet som "uncomfortable, unaesthetic and essentially oppressive," mens New York Times betegnede komplekset før renoveringen for "et low-tech fangehul."
Planlægningen af renoveringen begyndte før Terrorangrebet den 11. september 2001 og blev straks fremmet.
Renoveringen begyndte i august 2006, hvor situationsrumkomplekset blev genopbygget fra grunden. Det blev renoveret i fire og en halv måned og var meget forstyrrende specielt for Det Hvide Hus' stabschef Joshua Bolten, hvis kontor lå lige oven over. New York Times skrev, at "Staff members described sitting in his room and hearing ear-piercing noise or watching water ripple in glasses on his desk as the floor shook." renoveringen fik mange gamle ting frem bl.a. Koaksialkabler, søjler og et vindue fra en af Franklin D. Roosevelt sænket gårdsplads.
Renoveringen udvidede også benyttelsen af situationsrummet fra det nationale sikkerhedsråd til også Homeland Security Council og embedsmænd fra Det Hvide Hus' stabschef. En del af mahognien blev fjernet for at reducere støjniveauet, og der blev tilføjet tre rum til sikre videoforbindelser ud over de to der allerede var. Et sikkert direkte feed til Air Force One blev også tilføjet. Desuden blev rummet bygget således, at der er en nem mulighed for fremtidige teknologiske opgraderinger—"so you don't have to carve a hole in an antique mahogany wall to improve it," i følge Deputy White House Chief of Staff Joe Hagin.
Der blev installeret sensorer i loftet, der kan opfange mobilsignaler for at hindre uautoriseret kommunikation og aflytning via mobiltelefoner, håndholdte computere og andre kommunikationsenheder. Før renoveringen konfiskerede Secret Service telefoner, men havde ikke mulighed for at forhindre indsmugling af kommunikationsenheder. Det nye kompleks har et bly-indkapslet kabinet ved receptionsområdet til deponering af personlige kommunikationsenheder ved ankomst. Tæt på det findes der glas-inkapslede båse (hvis udseende Associated Press kaldte for "retro") til sikre og private telefonsamtaler.
Placeringen af arbejdspladser blev ændret til to rækker computerterminaler, der får data både fra klassificerede og uklassificerede kilder fra hele landet og verden for vagtofficerer (der før sad og stirrede ind i væggen i stedet for på hinanden).
Det nye situationsrum har seks fladskærms tv til sikker videokonference samt telestrator-ligende funktion..
Renoveringen blev formelt afsluttet midt i maj 2007. 17. maj 2007 deltog præsident George W. Bush og den britiske premierminister Tony Blair i en videokonference med medlemmer af deres Irak-teams fra det nyrenoverede situationsrum. Den følgende dag åbnede præsident Bush officielt det nyistandsatte situationsrum ved en båndklipningsceremoni.
Efter åbningsceremonien frigav Det Hvide Hus en videotour af det nyrenoverede situationsrum.

## I fiktionen
Situationsrummet har været med i talrige tv-serier og film og er det mest viste værelse i Det Hvide Hus (bortset fra Det ovale kontor). Ofte vises det som meget større, mørkere og mere teknologisk avanceret end det er.